# Општина Саламанка (Гванахуато)
Саламанка (шп. Salamanca) општина је у Мексику у савезној држави Гванахуато. Општина се налази на надморској висини од 1711 м.

## Становништво
Према подацима из 2010. у општини је живело 260732 становника.

### Хронологија
| Година       | 2000                     | 2005                     | 2010                     |
| ------------ | ------------------------ | ------------------------ | ------------------------ |
| Становништво | 226654 (108627 / 118027) | 233623 (111282 / 122341) | 260732 (126354 / 134378) |

### Попис
| \| \| м \| \| \| ж \| \| 0—2 \| 6.891 \| \| \| 6.646 \| \| 3—5 \| 7.246 \| \| \| 7.064 \| \| 6—11 \| 15.367 \| \| \| 14.737 \| \| 12—14 \| 7.547 \| \| \| 7.429 \| \| 15—17 \| 7.783 \| \| \| 7.474 \| \| 18—24 \| 16.002 \| \| \| 16.762 \| \| 60+ \| 11.512 \| \| \| 12.963 \| \| Просек : \| 29,2 \| \| \| 30,4 \| |        |  |  |        |
| |        |  |  |        |
| | м      |  |  | ж      |
| 0—2 | 6.891  |  |  | 6.646  |
| 3—5 | 7.246  |  |  | 7.064  |
| 6—11 | 15.367 |  |  | 14.737 |
| 12—14 | 7.547  |  |  | 7.429  |
| 15—17 | 7.783  |  |  | 7.474  |
| 18—24 | 16.002 |  |  | 16.762 |
| 60+ | 11.512 |  |  | 12.963 |
| Просек : | 29,2   |  |  | 30,4   |

| #   | Индикатор                                                                                        | Вредност |
| --- | ------------------------------------------------------------------------------------------------ | -------- |
| 1   | Становништво од 0 до 2 године                                                                    | 13537    |
| 2   | Мушко становништво од 0 до 2 године                                                              | 6891     |
| 3   | Женско становништво од 0 до 2 године                                                             | 6646     |
| 4   | Становништво са 3 и више година                                                                  | 245636   |
| 5   | Мушко становништво са 3 и више година                                                            | 118694   |
| 6   | Женско становништво са 3 и више година                                                           | 126942   |
| 7   | Становништво са 5 и више година                                                                  | 236091   |
| 8   | Мушко становништво са 5 и више година                                                            | 113868   |
| 9   | Женско становништво са 5 и више година                                                           | 122223   |
| 10  | Становништво са 12 и више година                                                                 | 201222   |
| 11  | Мушко становништво са 12 и више година                                                           | 96081    |
| 12  | Женско становништво са 12 и више година                                                          | 105141   |
| 13  | Становништво са 15 и више година                                                                 | 186246   |
| 14  | Мушко становништво са 15 и више година                                                           | 88534    |
| 15  | Женско становништво са 15 и више година                                                          | 97712    |
| 16  | Становништво са 18 и више година                                                                 | 170989   |
| 17  | Мушко становништво са 18 и више година                                                           | 80751    |
| 18  | Женско становништво са 18 и више година                                                          | 90238    |
| 19  | Становништво од 3 до 5 година                                                                    | 14310    |
| 20  | Мушко становништво од 3 до 5 година                                                              | 7246     |
| 21  | Женско становништво од 3 до 5 година                                                             | 7064     |
| 22  | Становништво од 6 до 11 година                                                                   | 30104    |
| 23  | Мушко становништво од 6 до 11 година                                                             | 15367    |
| 24  | Женско становништво од 6 до 11 година                                                            | 14737    |
| 25  | Становништво од 8 до 14 година                                                                   | 35363    |
| 26  | Мушко становништво од 8 до 14 година                                                             | 17978    |
| 27  | Женско становништво од 8 до 14 година                                                            | 17385    |
| 28  | Становништво од 12 до 14 година                                                                  | 14976    |
| 29  | Мушко становништво од 12 до 14 година                                                            | 7547     |
| 30  | Женско становништво од 12 до 14 година                                                           | 7429     |
| 31  | Становништво од 15 до 17 година                                                                  | 15257    |
| 32  | Мушко становништво од 15 до 17 година                                                            | 7783     |
| 33  | Женско становништво од 15 до 17 година                                                           | 7474     |
| 34  | Становништво од 18 до 24 године                                                                  | 32764    |
| 35  | Мушко становништво од 18 до 24 године                                                            | 16002    |
| 36  | Женско становништво од 18 до 24 године                                                           | 16762    |
| 37  | Женско становништво од 15 до 49 година                                                           | 73010    |
| 38  | Становништво са 60 и више година                                                                 | 24475    |
| 39  | Мушко становништво са 60 и више година                                                           | 11512    |
| 40  | Женско становништво са 60 и више година                                                          | 12963    |
| 41  | Однос између мушкараца и жена                                                                    | 94.03    |
| 42  | Становништво од нуле до 14 година                                                                | 72927    |
| 43  | Становништво од 15 до 64 године                                                                  | 169389   |
| 44  | Становништво од 65 година и више                                                                 | 16857    |
| 45  | Просечан број деце                                                                               | 2.35     |
| 46  | Становништво рођено у ентитету                                                                   | 238133   |
| 47  | Мушко становништво рођено у ентитету                                                             | 115272   |
| 48  | Женско становништво рођено у ентитету                                                            | 122861   |
| 49  | Становништво рођено у другом ентитету                                                            | 19729    |
| 50  | Мушко становништво рођено у другом ентитету                                                      | 9642     |
| 51  | Женско становништво рођено у другом ентитету                                                     | 10087    |
| 52  | Становништво од 5 година и више резидентно у ентитету у јуну 2005. године                        | 229386   |
| 53  | Мушко становништво старосног доба од 5 година и више, резидентно у ентитету у јуну 2005. године  | 109469   |
| 54  | Женско становништво старосног доба од 5 и више година, резидентно у ентитету у јуну 2005. године | 119917   |
| 55  | Становништво од 5 година и више које је живело у другом ентитету у јуну 2005. године             | 2680     |
| 56  | Мушко становништво старије од 5 година које је живело у другом ентитету у јуну 2005. године      | 1379     |
| 57  | Женско становништво старије од 5 година које је живело у другом ентитету у јуну 2005. године     | 1301     |
| 58  | Становништво од 3 године и више које говори аутохтони језик                                      | 339      |
| 59  | Мушко становништво старо 3 године и више које говори аутохтони језик                             | 176      |
| 60  | Женско становништво старо 3 године и више које говори аутохтони језик                            | 163      |
| 61  | Становништво од 3 године и више које говори аутохтони језик и не говори шпански језик            | 1        |
| 62  | Мушко становништво старо 3 године и више које говори аутохтони језик и не говори шпански         | 1        |
| 63  | Женско становништво старо 3 године и више које говори аутохтони језик и не говори шпански језик  | 0        |
| 64  | Становништво старо 3 године и више које говори аутохтони језик и шпански                         | 121      |
| 65  | Мушко становништво старо 3 године и више које говори аутохтони језик и шпански                   | 69       |
| 66  | Женско становништво старо 3 године и више које говори аутохтони језик и шпански                  | 52       |
| 67  | Становништво од 5 година и више које говори аутохтони језик                                      | 326      |
| 68  | Становништво од 5 година и више које говори аутохтони језик и не говори шпански језик            | 0        |
| 69  | Становништво од 5 година и више које говори аутохтони језик и говори шпански језик               | 120      |
| 70  | Становништво у домородачким домаћинствима                                                        | 776      |
| 71  | Становништво са ограничењима у активностима                                                      | 9358     |
| 72  | Становништво са ограниченим ходањем или кретањем, горе или доле                                  | 5574     |
| 73  | Становници са ограничењима вида, чак и уз кориштење сочива                                       | 2286     |
| 74  | Становништво са ограничењима говора, комуникације или конверзације                               | 769      |
| 75  | Становништво са ограниченим слухом                                                               | 822      |
| 76  | Становништво са ограничењима при одевању, купању или јелу                                        | 556      |
| 77  | Становништво са ограничењима у опажању или учењу једноставних ствари                             | 400      |
| 78  | Становништво са менталним ограничењима                                                           | 879      |
| 79  | Становништво без ограничења активности                                                           | 248799   |
| 80  | Становништво од 3 до 5 година које не похађа школу                                               | 6495     |
| 81  | Мушко становништво од 3 до 5 година које не похађа школу                                         | 3280     |
| 82  | Женско становништво од 3 до 5 година које не похађа школу                                        | 3215     |
| 83  | Становништво од 6 до 11 година које не похађа школу                                              | 661      |
| 84  | Мушко становништво од 6 до 11 година које не похађа школу                                        | 331      |
| 85  | Женско становништво од 6 до 11 година које не похађа школу                                       | 330      |
| 86  | Становништво од 12 до 14 година које не похађа школу                                             | 1057     |
| 87  | Мушко становништво од 12 до 14 година које не похађа школу                                       | 480      |
| 88  | Женско становништво од 12 до 14 година које не похађа школу                                      | 577      |
| 89  | Становништво од 15 до 17 година похађа школу                                                     | 9971     |
| 90  | Мушко становништво од 15 до 17 година похађа школу                                               | 5154     |
| 91  | Женско становништво између 15 и 17 година живота у школи                                         | 4817     |
| 92  | Становништво од 18 до 24 године похађа школу                                                     | 8061     |
| 93  | Мушко становништво од 18 до 24 године похађа школу                                               | 4139     |
| 94  | Женско становништво од 18 до 24 године похађа школу                                              | 3922     |
| 95  | Становништво од 8 до 14 година које не може да чита и пише                                       | 624      |
| 96  | Мушко становништво старосног доба од 8 до 14 година које не може да чита и пише                  | 362      |
| 97  | Женско становништво старосног доби од 8 до 14 година које не може да чита и пише                 | 262      |
| 98  | Становништво од 15 година и више које је неписмено                                               | 13641    |
| 99  | Мушко становништво од 15 година и више које је неписмено                                         | 5217     |
| 100 | Женско становништво од 15 година и више које је неписмено                                        | 8424     |
| 101 | Становништво старо 15 и више година без школовања                                                | 17421    |
| 102 | Мушко становништво старо 15 и више година без школовања                                          | 7587     |
| 103 | Женско становништво старо 15 и више година без школовања                                         | 9834     |
| 104 | Становништво старосног доба 15 и више година са непотпуним основним образовањем                  | 19486    |
| 105 | Мушко становништво старосног доба од 15 година и више са непотпуном основним образовањем         | 8422     |
| 106 | Женско становништво старосног доба 15 и више година са непотпуном основним образовањем           | 11064    |
| 107 | Становништво старо 15 и више година са комплетним основним образовањем                           | 33731    |
| 108 | Мушко становништво старо 15 година и више са комплетним основним образовањем                     | 14955    |
| 109 | Женско становништво старо 15 и више година са комплетним основним образовањем                    | 18776    |
| 110 | Становништво старосног доба 15 и више година са непотпуним средњим образовањем                   | 9623     |
| 111 | Мушко становништво старосног доба од 15 година и више са непотпуним средњим образовањем          | 5332     |
| 112 | Женско становништво старосног доба од 15 година и више са непотпуним средњим образовањем         | 4291     |
| 113 | Становништво старо 15 и више година са пуним секундарном образовањем                             | 46998    |
| 114 | Мушко становништво старосног доба од 15 година и више са пуним секундарном образовањем           | 23873    |
| 115 | Женско становништво старосног доба од 15 година и више са пуним секундарном образовањем          | 23125    |
| 116 | Становништво старије од 18 година са постосновним образовањем                                    | 52576    |
| 117 | Мушко становништво старије од 18 година са постосновним образовањем                              | 25668    |
| 118 | Женско становништво старије од 18 година са постосновним образовањем                             | 26908    |
| 119 | Просечна оцена школовања                                                                         | 8.22     |
| 120 | Просечан ниво образовања мушке популације                                                        | 8.43     |
| 121 | Просечан ниво образовања женског становништва                                                    | 8.04     |
| 122 | Економски активно становништво                                                                   | 97896    |
| 123 | Економски активна мушка популација                                                               | 68370    |
| 124 | Економски активна женска популација                                                              | 29526    |
| 125 | Становништво које није економски активно                                                         | 102544   |
| 126 | Мушко становништво које није економски активно                                                   | 27219    |
| 127 | Женско становништво које није економски активно                                                  | 75325    |
| 128 | Запослено становништво                                                                           | 91144    |
| 129 | Запослено мушко становништво                                                                     | 62677    |
| 130 | Запослено женско становништво                                                                    | 28467    |
| 131 | Незапослена популација                                                                           | 6752     |
| 132 | Незапослена мушка популација                                                                     | 5693     |
| 133 | Незапослена женска популација                                                                    | 1059     |
| 134 | Становништво без права на здравствене услуге                                                     | 71861    |
| 135 | Становништво које има право на здравствене услуге                                                | 186773   |
| 136 | Становништво које има право на ИМСС                                                              | 73222    |
| 137 | Становништво које има право на социјално осигурање                                               | 9761     |
| 138 | Становништво које има право на државно социјално осигурање                                       | 710      |
| 139 | Становништво које има право на опште осигурање или здравствено осигурање за нову генерацију      | 74103    |
| 140 | Становништво које је било једном или није било у браку током 12 година и више                    | 67490    |
| 141 | Венчано или уједињено становништво од 12 година и више                                           | 117564   |
| 142 | Становништво које је било у браку или уједињено 12 година и више                                 | 15922    |
| 143 | Становништво са католичком религијом                                                             | 240080   |
| 144 | Протестанти, еванђелисти и библијски следбеници различити од еванђелиста                         | 13061    |
| 145 | Становништво са другим религијама различитим од претходних                                       | 34       |
| 146 | Становништво без религије                                                                        | 3979     |
| 147 | Укупно пописаних домаћинства                                                                     | 63592    |
| 148 | Пописна домаћинства на челу са мушкарцима                                                        | 50128    |
| 149 | Пописна домаћинства на челу са женама                                                            | 13464    |
| 150 | Становништво у пописним домаћинствима                                                            | 258747   |
| 151 | Становништво у пописним домаћинствима на челу са мушкарцима                                      | 211919   |
| 152 | Становништво у пописним домаћинствима на челу са женама                                          | 46828    |
| 153 | Укупно домаћинстава                                                                              | 75333    |
| 154 | Укупно насељених домаћинстава                                                                    | 64084    |
| 155 | Укупно приватних кућа                                                                            | 74841    |
| 156 | Насељени приватни домови                                                                         | 63592    |
| 157 | Укупно насељених приватних кућа                                                                  | 64073    |
| 158 | Ненасељене приватне куће                                                                         | 9090     |
| 159 | Појединачна домаћинства за привремену употребу                                                   | 2159     |
| 160 | Становници у насељеним приватним кућама                                                          | 258747   |
| 161 | Насељеност станара у приватним становима                                                         | 4.07     |
| 162 | Просечно становника по соби у приватним насељеним домаћинствима                                  | 0.98     |
| 163 | Појединачна домаћинства са подовима од различитих материјала од земље                            | 61613    |
| 164 | Појединачна домаћинства у приземљу                                                               | 1738     |
| 165 | Појединачна домаћинства са једном спаваћом собом                                                 | 16648    |
| 166 | Појединачна домаћинства са две спаваће собе и више                                               | 46821    |
| 167 | Појединачна домаћинства са једним собом                                                          | 1810     |
| 168 | Појединачна домаћинства са две собе                                                              | 7636     |
| 169 | Појединачна домаћинства са 3 собе и више                                                         | 53941    |
| 170 | Појединачна домаћинства која имају електрично светло                                             | 63117    |
| 171 | Појединачна домаћинства која немају електрично светло                                            | 377      |
| 172 | Појединачна домаћинства која имају водоводну воду у стамбеном простору                           | 61069    |
| 173 | Појединачна домаћинства која немају водоводну воду у стамбеном простору                          | 2322     |
| 174 | Појединачна домаћинства која имају тоалет                                                        | 60913    |
| 175 | Појединачна домаћинства која имају канализацију                                                  | 60053    |
| 176 | Појединачна домаћинства која немају канализацију                                                 | 3305     |
| 177 | Појединачна домаћинства која имају електрично светло, довод воде из јавне мреже и канализацију   | 58351    |
| 178 | Појединачна домаћинства без икаквих услова                                                       | 390      |
| 179 | Појединачна домаћинства која имају радио                                                         | 54137    |
| 180 | Појединачна домаћинства која имају телевизор                                                     | 62072    |
| 181 | Појединачна домаћинства која имају фрижидер                                                      | 58265    |
| 182 | Појединачна домаћинства која имају машину за веш                                                 | 52330    |
| 183 | Појединачна домаћинства која имају аутомобил или комби                                           | 33736    |
| 184 | Појединачна домаћинства која имају рачунар                                                       | 18368    |
| 185 | Појединачна домаћинства која имају фиксну телефонску линију                                      | 29114    |
| 186 | Појединачна домаћинства која имају мобилни телефон                                               | 42515    |
| 187 | Појединачна домаћинства која имају приступ интернету                                             | 12874    |